# Крылья Тавриды
«Крылья Тавриды» — пилотажная группа ВВС России, выполняющая пилотаж на учебно-боевых самолётах Як-130. Местом базирования пилотажной группы является Борисоглебск и его авиационная база. Своё название группа получила в честь Тавриды — одного из названий Крымского полуострова.

## История
Группа была создана в 2014 году на базе Борисоглебского учебного авиацентра в Воронежской области. Начала формироваться ещё  в 2013 году. В обучении лётного состава группы принимали участие лётчики опытно-испытательной базы ОКБ им. Яковлева и летчики пилотажной группы «Стрижи», которые прошли курс подготовки на Як-130 в начале 2014 года. На данный момент в состав группы входит 4 самолета Як-130. Планируется увеличить количество самолетов до 6. Логотип и фирменная окраска самолетов находятся в стадии разработки.